# Paul Abel Mamba
Paul Abel Mamba Diatta (ur. 5 grudnia 1960 w Cabrousse) – senegalski duchowny katolicki, biskup Tambacounda od 2022.

## Życiorys

### Prezbiterat
Święcenia kapłańskie otrzymał 8 kwietnia 1988 i został inkardynowany do diecezji Ziguinchor. Po święceniach pracował jako ekonom niższego seminarium w Ziguinchor. W latach 1991–2006 był misjonarzem na terenie diecezji Tambacounda i pełnił funkcje m.in. dyrektora miejscowego niższego seminarium oraz ekonoma diecezjalnego. W latach 2006–2007 przebywał w Paryżu, a po powrocie do macierzystej diecezji był wikariuszem parafialnym (2007-2009) oraz administratorem diecezji (2010-2012).

### Episkopat
25 stycznia 2012 papież Benedykt XVI mianował go biskupem ordynariuszem diecezji Ziguinchor. Sakry biskupiej udzielił mu 21 kwietnia 2012 arcybiskup metropolita Dakaru - kard. Théodore-Adrien Sarr.
4 listopada 2021 papież Franciszek mianował go biskupem diecezjalnym Tambacounda. 